# Willy Bjørneby
Johan Vilhelm "Willy" Midelfart Bjørneby (født 7. september 1906 i Fredrikstad, død 19. september 2002) var en norsk forfatter som blev født ind i brugsejer Ole Bjørneby og hans kone, Alfhilds familie. Han er mest kendt for bogen Jeg flyktet fra England som blev udgivet på Kamban forlag i Oslo i 1941, hvor han beskriver sin handling som overløber fra at være britisk sergent til at bliv propagandist for tyskerne i Norge under anden verdenskrig. I 1946 blev han dømt til 20 års straffearbejde for arbejdet han gjorde for tyskerne under krigen. Så sent som i 1998 sagsøgte han avisen Gudbrandsdølen for uønsket opmærksomhed.
Bjørneby blev født i Fredrikstad, og familien flyttede senere til Lillehammer hvor han tog middelskoleeksamen i 1922- 23. Før han drog til England i 1938, drev han antikvitetshandel i Lillehammer og Oslo og studerede også gymnastik i Oslo. I 1939 blev han gymnastikinstruktør i den engelske hær efter at have meldt sig som frivillig. Efter en uenighed med en anden instruktør, og uden at have fået gehør for sin klage til War Office, flygtede han i en gummibåd fra området ved Folkestown 26. juni 1941. Han blev samlet op af en tysk torpedobåd efter 18 timers padling. Bjørneby kom til Norge omkring 20. juli efter at have været fængslet i Lille i Frankrig og forhørt i Berlin. På sommeren 1941 blev han NS-medlem, og fra maj 1942 var han beskæftiget i Nordische Gesellschaft i Lübeck. Bjørneby rejste da rundt i Tyskland og forelæste blandt andet om de efter hans mening elendige sociale forhold i England. Siden returnerede han til Norge og Lillehammer, hvor han blev beskæftiget af Edmund Sala. Blandt hans opgaver var forberedelse af Salas flugt efter krigen og deltagelse i husransagning blandt andet hos sin egen broder.